# Маунт-Плезант (Мичиган)
Маунт Плезант (англ. Mount Pleasant) — город в американском штате Мичиган, центр округа Изабелла.
В Маунт Плезанте находится главный кампус Центрального мичиганского университета. Часть города находится на территории резервации индейского племени Чиппева.